# Юліуш Остерва
Юліуш Остерва (пол. Juliusz Osterwa; справжнє ім'я Юліан Анджей Малюшек, пол. Julian Andrzej Maluszek; 23 червня 1885, Краків — 10 травня 1947, Варшава) — польський актор, театральний режисер і педагог, театральний діяч; реформатор польського театру, один із видатних майстрів польської сцени, славився поетичною дикцією і «абсолютним режисерським слухом».

## Біографія

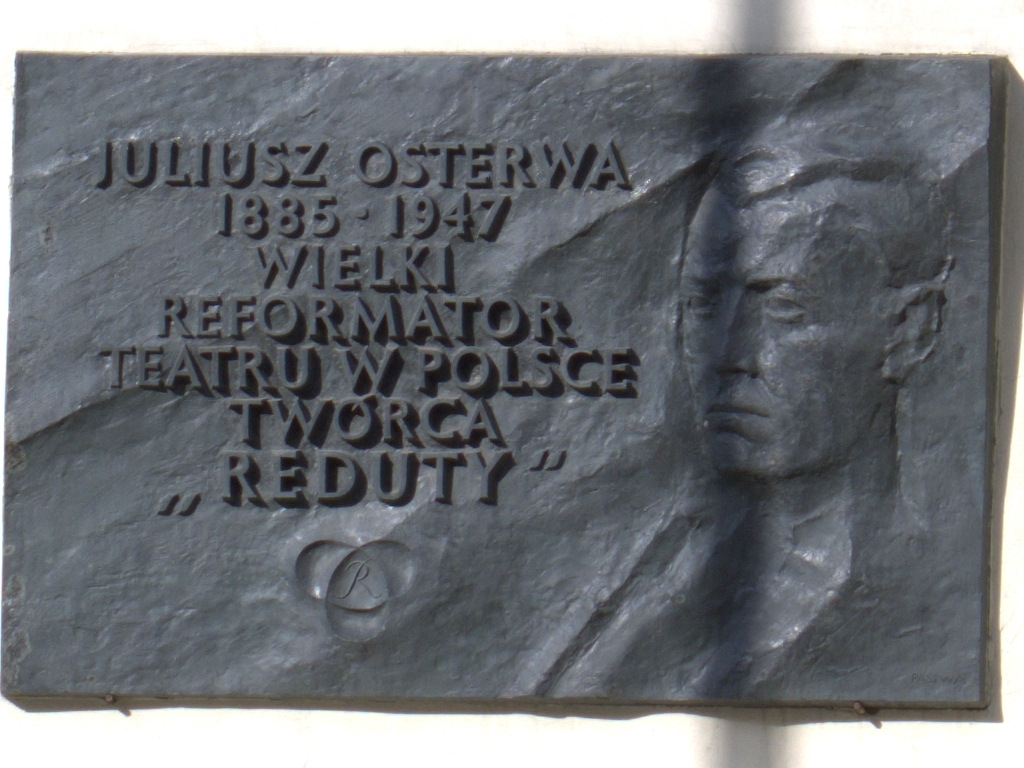
Пам'ятна дошка у Варшаві

Рано осиротів, навчання у гімназії не закінчив. Дебютував у Кракові в 1904 році в Народному театрі. За порадою Леона Шиллера взяв псевдонім Юліуш Остерва. У 1905 році був прийнятий до складу театральної трупи Міського театру в Кракові. Як пародист виступав у кабаре „Zielony Balonik“. Працював в Познані, де набув великої популярності. У 1907-1909 роках грав у віленському театрі Нуни Млодзеєвської, багато гастролював країнами Європи (Німеччина, Швейцарія, Італія, Австрія, Франція, Греція). Починаючи з 1910 року, виступав у різних театрах Варшави. Інтернований як австрійський підданий на початку Першої світової війни, був поселений в Самарі. Пізніше був режисером польського театру в Москві і Києві. Спілкувався зі К. С. Станіславським та О. Я. Таїровим.

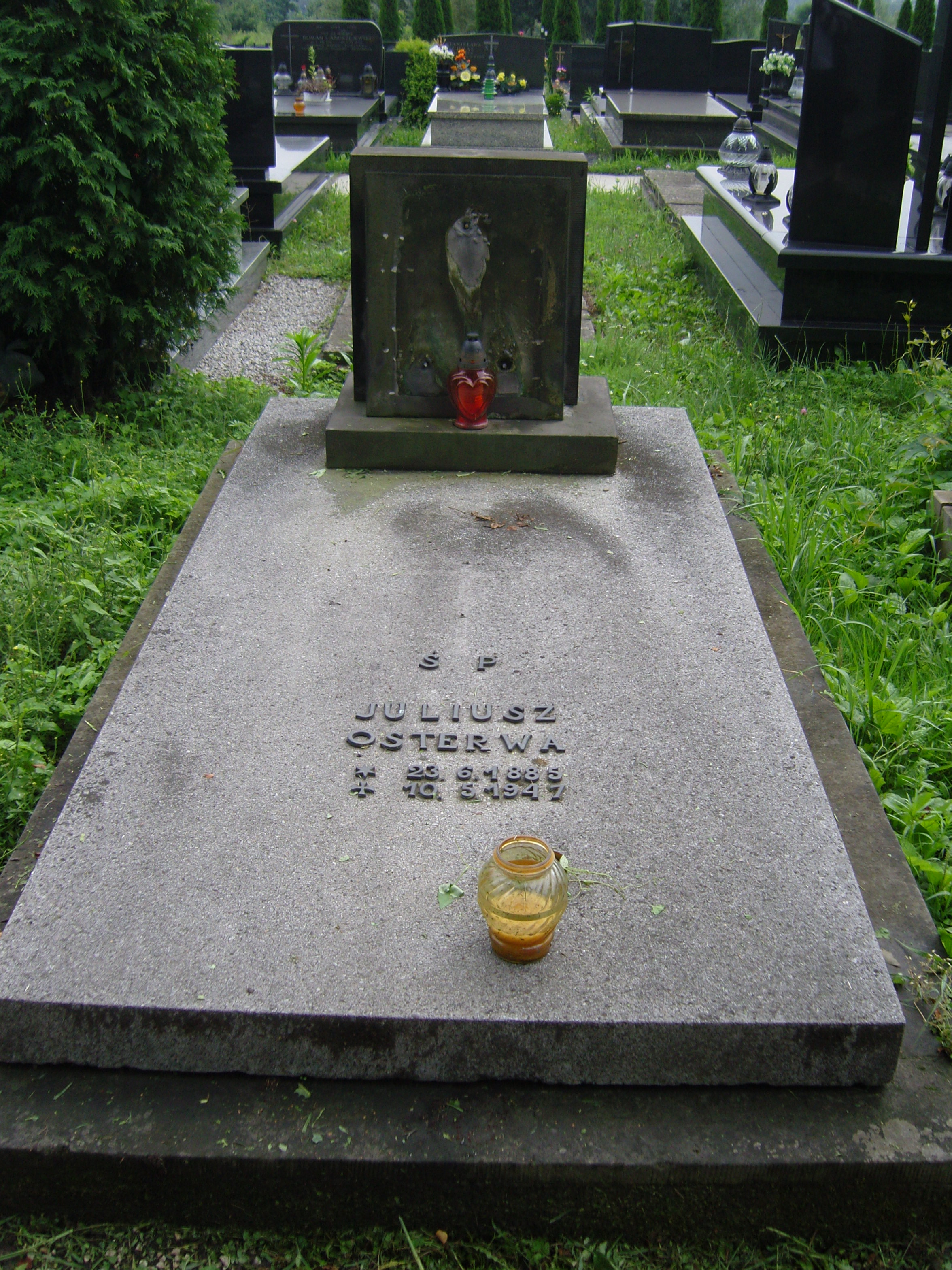
Могила Ю. Остерви у Кракові

Повернувшись у 1918 році до Варшави, Юліуш Остерва, разом з Мечиславом Лимановським, у 1919 році заснували театр-лабораторію «Редут» („Reduta“). З цим театром в 1925-1929 роках працював у Вільно, в будівлі театру на Погулянці. Протягом одного лише 1926 року «Редут» під керівництвом Ю. Остерви підготував 24 прем'єри; зі своїми спектаклями театр виступив у 50 містах Польщі. Остерва поставив у дворі Університету Стефана Баторія п'єсу Педро Кальдерона «Стійкий принц». Серед інших зіграних п'єс — драми Юліуша Словацького «Кордіан» і «Лілла Венеда». Після Вільно працював в театрах Варшави і Кракова.
У кіно зіграв лише одну роль, у фільмі 1921 року. Після Другої світової війни був першим директором Державної театральної школи в Кракові (нині Краківська державна вища театральна школа імені Людвіга Сольського).
Помер в 1947 році у Варшаві. Похований у Кракові на Сальваторському кладовищі.

## Пам'ять
- Театр в Любліні носить ім'я Юліуша Остерви.